# Fața Lăpușului, Alba
Fața Lăpușului este un sat în comuna Arieșeni din județul Alba, Transilvania, România.